# Francisco Fernández Rei
Francisco Fernández Rei (Fefinháns, Cambados, Galiza, 1952) é um filólogo galego, professor de Filologia Românica na Universidade de Santiago de Compostela.

## Trajetória
Licenciou-se em Filologia Românica na Universidade de Santiago de Compostela em 1974.
Desde 1973 faz parte do Instituto da Língua Galega, como investigador e membro da equipe de redação do Atlas Linguístico Galego e como responsável pelo Arquivo do Galego Oral deste centro.
Dentro dos campos de atuação do Instituto de Língua Galega trabalhou, também, em 1977, como corredactor das bases para unificação das normas linguísticas do galego, as quais constituiriam os alicerces das aprovadas em 1988.
Para além da sua atividade no Instituto de Língua Galega, Fernández Rei colabora também com várias associações e entidades relacionadas com diferentes Línguas românicas, especialmente o galego.
Em 1978 participou na fundação de Escola Aberta e em 1984 contribuiu para a criação da Associação de Tradutores Galegos. É membro do comité científico da Sociedade Internacional de Limba Sarda, do plenário do Conselho da Cultura Galega em representação do Instituto de Língua Galega, do Patronato da Fundação Sotelo Blanco, do Museu de Antropologia, o Museu do Povo Galego e da Comissão da Mesa para Defesa do Galego das Astúrias.
Tem participado em diversos encontros e congressos sobre o galego e outras línguas românicas minorizadas e tem publicado artigos em diferentes revistas culturais galegas, como a Trabe de Ouro, Revista da Filologia Românica, Cadernos da Língua e Grial.
Fernández Rei é conselheiro do Conselho d'a Fabla Aragonesa e membro numerário da Real Academia Galega.

## Obra[3]

### Ensaio
- 1985: Lingua galega, manual para COU.
- 1990: Dialectoloxía da lingua galega (Xerais).

### Obras coletivas
- 1991: Homenaxe ó profesor Constantino García, com a profesora Mercedes Brea e realizado polo departamento de Filoloxía Galega da universidade compostelá.
- 1995: Estudios de socio-lingüística galega. Sobre a norma do galego culto (Galaxia).
- 1996: A nosa fala: bloques e áreas lingüísticas do galego, audio-libro publicado xunto a Carme Hermida.
- 1999: Estudios de sociolingüística románica: linguas e variedades minorizadas, publicado xunto a Antón Santamarina Fernández.
- 2003: Carlos Casares: a semente aquecida da palabra, Consello da Cultura Galega.
- 2009: 55 mentiras sobre a lingua galega, Laiovento.
- 2010: Xosé Chao Rego: renacer galego. (Actas do Simposio-Homenaxe), Fundación Bautista Álvarez de Estudos Nacionalistas.
- 2011: Á beira de Beiras. Homenaxe nacional (Galaxia).

## Prémios
- 1991: Prémio Antón Losada Diéguez de investigação no ano de 1991, pela sua obra Dialectoloxía da lingua galega[4].
- 2006: XI Premio Xornalístico Manuel Rodríguez Portela, pelo artigo O patrimonio inmaterial da Gallaecia[5]
- 2009: Premio Ramón Cabanillas[6]